# Anne Riising
Anne Sofie Riising (født 19. februar 1926 i Otterup, død 26. januar 2017 i Odense) var en dansk historiker og arkivar.
Hun blev nysprogligt student fra Sct. Knuds Gymnasium i Odense i 1943 og læste derefter historie. I 1950 erhvervede hun guldmedalje på afhandlingen The Fate of Henri Pirenne’s Theses on the Consequences of the Islamic Expansion, publiceret 1952. Året efter blev hun, som den første kvinde, mag.art. i historie ved Aarhus universitet.
Allerede i studietiden var Anne Riising knyttet til Landsarkivet for Fyn som vikar og blev ansat her som arkivar i 1953. Den første, store opgave var udarbejdelsen af Katalog over Karen Brahes Bibliothek, trykt 1956. Af andre publikationer må nævnes Landsarkivet for Fyn og hjælpemidlerne til dets benyttelse, 1970, samt studier i 1700-tallets danske lokaladministration og middelalderlige kirkeforhold.
Som den første kvinde opnåede Anne Riising en chefstilling i det danske arkivvæsen, idet hun bestred posten som landsarkivar fra 1972 til 1985, hvor hun blev pensioneret.